# Piriformni sindrom
Piriformni sindrom (PS) je stanje koje se karakteriše iritacijom izazvanom kompresije proksimalnog dela velikog sedalnog živca (lat. n. ischiadicus), u području njegovog prolaska kroz ili u blizini kruškolikog ili piriformnog mišića (lat. m. piriformis). Piriformni sindrom, kao klinički entitet, karakteriše se senzitivnim, motornim i trofičkim poremećajima u inervacionom području velikog sedalnog živca. Kod bolesnika obično dominira jak bol u zadnjici, koji se prostire od krsne kosti prema velikom trohanteru butne kosti i dalje kroz nogu.
Nekada se dijagnoza piriformnog sindroma postavljala isključivo kliničkim pregledom, dok se danas koristi elektromiografija, kompjuterizovana tomografija, kao i nuklearna magnetna rezonanca. Dijagnostikovani piriformni sindrom pokušava se lečiti: prvo fizikalnom terapijom, ubrizgavanjem steroida, lokalnih anestetika ili botulinskog toksina u piriformni mišić. Hirurška intervencija ostavlja se za najupornije slučajeve koji ne reaguju na pomenute tretmane. Ukoliko je identifikovana anatomska abnormalnost velikog sedalnog živca i pririformnog mišića, vrši se presecanje tetive pririformnog mišića.

## Istorija
Istorija piriformnog sindrom vezana je za jedan od mnogih uzroka bolova u donjem delu leđa i nozi. Za mnoge pacijente koji su bili podvrgnuti neuspješnoj operaciji u lumbosakralnoj regiji kasnije je otkriveno da imaju piriformis sindrom.
Ovaj sindrom, kao odnos između išijadičnog živca i pririformnog mišića, prvi je opsiao Yeoman 1928. godine, i nazvao ga periartritis prednjeg sakroilijačnog zgloba. Dvadesetak godina kasnije (tačnije 1947), Robinson je uveo pojam „piriformni sindrom“.

## Relevantna anatomija
Piriformni mišić (m. piriformis − akronim MP) pripada grupi pelvitrohanternih mišića i nalazi se u dubokom sloju
sedalnog predela. Pripaja se na prednjoj strani krsne kosti, oko drugog i trećeg prednjeg krsnog otvora, a napušta
karlicu kroz veliki sedalni otvor, i završava se svojom tetivom na unutrašnjoj strani velikog trohantera butne kosti. (in Serbian)
Piriformni mišić karlicu napušta kroz veliki sedalni otvor koji ga deli na suprapiriformni i infrapiriformni prostor. Stablo velikog sedalnog živca, zajedno sa zadnjim kožnim živcem buta i donjim sedalnim krvnim sudovima i nervima, najčešće napušta karlicu kroz infrapiriformni otvor.
U slučaju visokog račvanja velikog sedalnog živca dešava se da NPC prolazi između mišićnih ili tetivnih vlakana piriformnog mišića. U tom slučaju, prilikom rotacije natkolenice prema unutra, mišićna i tetivna vlakna piriformisa mogu pritisnuti živčana vlakna velikog sedalnog živca i prouzrokovati karakteristični ishijalgični bol — piriformni sindrom.

## Epidemiologija
Tačna incidencija piriformnog sindroma na globalnom nivou je nepoznata, ali se zna da žensko : muški odnos incidencije sindroma 6 : 1.
U jednom istraživanju u regionalnoj bolnici u SAD otkriveno je da 45 od 750 pacijenata sa bolom u donjem delu leđa ima piriformni sindrom. Dok je jedan drugi autor procenio da je incidencija piriformnog sindroma kod pacijenata sa išijasom 6%.

## Etiopatogeneza
Iako je prvi piriformni sindrom opisan pre skoro jednog veka do danas sed smatra kontroverznom dijagnozom što potvrđuju brojne nesaglsnosti u literaturi. I dok jedni smatraju da ovaj sindrom zapravo ne postoji, drugi ukazuju na to da je prisutniji nego što se u literaturi navodi.
Uzrok piriformnog sindroma najčešće su:
- trauma karlice (najčešće) koja dovodi do inflamacije i spazma MP,
- anatomske abnormalnosti piriformisa i velikog sedalnog živca,
- hipertrofija piriformisa
- piriformni miozitis.[15][16][7][23][24]

## Klinička slika
Kliničkom slikom dominiraju:
- Hronični, dosadni bol — koji se pogoršava u položajima u kojima je piriformni mišić pritisnut o živaca (npr pri sedenju na klozetskoj šolji, sedištu u automobilu ili uskom sedlu na biciklu, ili tokom trčanja). Za razliku od piriformnog bola, pritisak lumbalnog diska na išijadični živac je osim bola koja se širi niz nogu, obično povezan s bolovima u krstima.
- Trnjenje ili obamrlost — koji započinju u bedrima i mogu se širiti uzduž toka išijadičnog živca niz celu dužinu bedra i potkolenice, a ponekad i u stopalo.[27]

## Dijagnoza
Dijagnoza piriformnog sindroma je najčešće otežana, jer ne postoji specifična laboratorijska ili RTG metoda kojom bi se postavila tačna dijagnoza. Konačna dijagnoza se postavlja na osnovu pacijentovih simptoma i fizikalnog pregleda tokom koga treba isključivanjem drugih mogućih uzroka boli u predelu kuka poput hernije diska, tumora kičmene moždine, ginekoloških bolesti i dr.
Elektromiografija
Za razlikovanje iritacije velikog sedalnog živca izazvane hernijom diska od one uzrokovane pritiskom piriformisa može se koristiti elektromiografija. Kod pritiska diska na koren živca može doći će do promena u EMG nalazima mišića koji se nalaze proksimalnije od piriformisa dok će kod pacijenata s piriformnim sindromom te promene biti prisutne u mišićima lokalizovanim distalno od piriformnog mišića. EMG ispitivanje koje uključuje manevre poput FAIR testa ima veću specifičnost i osjetljivost od ostalih dostupnih testova za dijagnostikovanje piriformnog sindroma.

## Diferencijalna dijagnoza
| Dijagnoze u razmatranju | Diferencijalne dijagnoze |
| --- | --- |
| Bursitis (Ischioglutealni bursitis) Giht Karlična masa, tumor ili endometrioza (kod žena) Bolovi u stražnjici koje su naniele pronatorne sile stopala Išijas uzrokovan stiskanjem sekundarnog fibrotičnog pojasa, Hematom ili aneurizme donje ili gornje glutealne arterije Spinalna stenoza | Povrede kuka Povrede lumbosakralnog diska Lumbosakralni diskogeni bolni sindrom Sindrom lumbosakralne fasete Lumbosakralna radikulopatija Lumbosakralne povrede pršljenova/naprezanja Lumbosakralna spondilolisteza Lumbosakralna spondiloliza Zglobna sakroilijakija |

## Terapija
Fizikalna terapija
Terapija piriformnog sindroma zasniva se na vežbama istezanja i primeni raznih oblika fizikalne terapije.
Medikamentozna terapija
U težim slučajevima mogu se primeniti injekcije anestetika (npr lidokaina, bupivakaina, koji se mogu ubrizgati u okidačke tačke), i kortikosteroida.
U poslednje vreme, sve je popularnija primena botulinskog toksina (botoksa), kod upornijih slučajeva u kojima konzervativan tretman nije bio uspešan.
Mogu se primeniti i nesteroidni antireumatiiici, analgetici i/ili mišićni relaksansi.
Hirurška terapija
U najtežim slučajevima indikovano je operativno lečenje, koje se zasniva na oslobađanju tetive piriformis i neurolizi išijadikusa, na klasičan naćin ili endoskopski.

## Spoljašnje veze
|  | Molimo Vas, obratite pažnju na važno upozorenje u vezi sa temama iz oblasti medicine (zdravlja). |